# Acido grasso sintasi
La acido grasso sintasi è un enzima appartenente alla classe delle transferasi, che catalizza la seguente reazione:
acetil-CoA + n malonil-CoA + 2n NADPH + 2n H+ ⇄ un acido grasso a lunga catena + (n+1) CoA + n CO2 + 2n NADP+
L'enzima animale è una proteina multi funzionale, che catalizza le reazioni della (proteina trasportante acili) S-acetiltransferasi (numero EC 2.3.1.38), (proteina trasportante acili) S-maloniltransferasi (numero EC 2.3.1.39), 3-ossoacil-(proteina trasportante acili) sintasi (numero EC 2.3.1.41), 3-ossoacil-(proteina trasportante acili) reduttasi (numero EC 1.1.1.100), 3-idrossipalmitoil-(proteina trasportante acili) deidratasi (numero EC 4.2.1.61), enoil-(proteina trasportante acili) reduttasi (NADPH B-specifica) (numero EC 1.3.1.10) e oleoil-(proteina trasportante acili) idrolasi (numero EC 3.1.2.14).